# Wasserflughafen Danzig-Plehnendorf
Der Wasserflughafen Danzig-Plehnendorf war 1925 ein internationaler Flughafen der Freien Stadt Danzig in Danzig-Groß Plehnendorf. Er wurde 1928 nach Östlich-Neufähr verlegt.

## Geschichte
Der Freistaat baute Anfang der 1920er-Jahre den Landflughafen Danzig zu einem internationalen Drehkreuz aus. Daneben gab es Planungen, einen eigenen Wasserflughafen für den Freistaat zu schaffen. Als Standort bot sich das Ostseebad Zoppot an. Während der Badesaison im Sommer 1923 hatte die Seebrücke in Zoppot mehrfach als Anleger für kleinere Schwimmerflugzeuge vom Typ Junkers F 13 gedient. Für größere Maschinen und einen regulären Flugbetrieb stellte die Stadtverwaltung Zoppot im April 1925 ein „ideales“ Gelände in der Nähe des Südbads zur Verfügung. Es lag direkt an der Ostsee, war jedoch nach genauer Prüfung ungeeignet, da „ungünstige Strömungen, vorgelagerte Sandbänke und häufiger hoher Seegang“ einen ungestörten Flugverkehr „nur selten“ erlaubten.
Deshalb musste Danzig auf eine ursprünglich nur als Reserveflughafen bei schlechtem Wetter und hohem Seegang vorgesehene Anlage bei Groß Plehnendorf (heute Płonia Wielka) zurückgreifen. Sie lag etwa zehn Kilometer östlich von Danzig Toten Weichsel (auch Danziger Weichsel). Dort wurde bis zum Mai 1925 der offizielle Wasserflughafen Danzig-Plehnendorf eingerichtet. Die Anlage bot Schwimmerflugzeugen und Flugbooten des Typ Dornier Wal ausreichende Start- und Landemöglichkeiten sowie sichere Liegeplätze. Der örtliche Zubringerverkehr musste wegen der „ungünstigen Lage“ vom Flughafen Danzig über Personenkraftwagen erfolgen.
Rudolf Cramer von Clausbruch führte im Mai 1925 den Erstflug nach Stockholm durch. Der Flug dauerte etwa vier Stunden. Erprobungsflüge führten über Stockholm nach Helsinki. Die Dornier Wal wurden bei CMASA in Marina di Pisa gebaut und waren in Italien zugelassen. Bis 21. Dezember 1925 führte die Nordische Flugreederei (Nordiska Flygrederi), eine Tochtergesellschaft des Deutschen Aero-Lloyds (DAL), 176 von 193 Flügen (91,2 Prozent) durch, die ihr Flugplan auswies. Dabei wurden neben Luftpost und Frachtgut 652 Passagiere befördert, 3,7 pro Flug. Die zollamtliche und polizeiliche Kontrolle erfolgte durch die Danziger Luftfahrtüberwachungsstelle (L. Ue. St.), die durch die Verkehrshundertschaft der Schutzpolizei gestellt wurde. Im Oktober 1925 landete Umberto Maddalena mit drei italienischen Flugbooten bei seiner Expedition durch die baltischen und skandinavischen Länder in Plehnendorf. In den Jahren 1926 und 1927 wurden keine Seeflugverbindungen von und nach Danzig angeboten. Da in Schweden weiterhin Interesse an einer Verbindung nach Warschau bestand, wurde 1928 ein Wasserflughafen am jenseitigen Ufer der Toten Weichsel bei Östlich Neufähr (Górki Wschodnie) angelegt. Betreiber war die Deutsche Luft Hansa (DLH).